# Little Drummer Boy
Little Drummer Boy, eller Carol of the Drum, på svenska inspelad av Lars Lönndahl och Ann-Louise Hanson som Trumslagarpojken med text av Leif Nilson, är en julsång från 1941. skriven av den amerikanska pianisten Katherine Kennicott Davis . Sången populariserades under 1950-talet av familjen Trapp, vidare 1958 genom en skivinspelning av Harry Simeone Chorale, och har senare tolkats av många andra.. Texten handlar om en fattig pojke som inte har råd att ge den nyfödde Jesus några gåvor, och i stället spelar på sin trumma. Text och musik gjordes av Katherine K. Davis, Henry Onorati och Harry Simeone. Den mest kända versionen sjungs av Simeone Chorale, men inspelningar har även gjorts av Johnny Cash, Bing Crosby, David Bowie, Frank Sinatra, Nana Mouskouri, The Supremes, Joan Baez, Stevie Wonder, Roger Whittaker, Boney M., Dolly Parton, Bob Dylan och många, många andra. Carola Søgaard spelade in den på sitt julalbum Jul i Betlehem 1999.

### Fotnoter
1. ↑  Lars Lönndahl – Trumslagarpojken / Och Vinden Ger Svar på Discogs,
2. ↑  Ann-Louise Hanson, Boris (8) – Bara Få Vara Tillsammans på Discogs.
3. 1 2  Carol Of The Drum (1952), The Trapp Family Singers på Cover.info.
4. ↑  Trumslagarpojken på Svenskt visarkiv.
5. ↑  Leif Nilson på Svensk Musik.
6. ↑  Boughton, Harrison Charles (18 juli 1977). ”Katherine K. Davis: life and work”. Ann Arbor, Michigan: Thesis, University of Missouri, reprint by University Microfilms.
7. ↑  Leigh, Spencer (5 mars 2005). ”Harry Simeone: Populariser of 'The Little Drummer Boy'”. The Independent. http://www.independent.co.uk/news/obituaries/harry-simeone-527247.html. Läst 18 december 2008.
8. ↑  Cover.info listar 336 inspelningar (26 augusti 2021).
9. ↑  Information i Svensk mediedatabas.